# Yajoerveda
De Yajoerveda (Devanagari: यजुर्वेद, Sanskriet: yajurveda, van yajur, mantra's in proza en veda, kennis) is de Veda van de formules die worden voorgedragen tijdens een offer (yajna). Het grootste deel komt uit de Rigveda. Het bestaat uit mantra's met formules die werden voorgedragen door de adhvaryu of celebrant tijdens offers. Er zijn twee groepen te onderscheiden, de zwarte (Krsna) en de witte (Sukla). De Yajoerveda heeft verreweg de meeste recensies of sakha's van alle Veda's, mogelijk meer dan honderd, maar slechts een klein deel hiervan is overgeleverd. Het waren dan ook de volgelingen van de Yajoerveda die het begrip sakha creëerden.
De Sukla Yajoerveda onderscheidt zich van de Krsna Yajoerveda doordat bij de eerste de mantra's gescheiden zijn van de brahmana's die bij de laatste door elkaar lopen. Daarmee poogde de Sukla Yajoerveda terug te keren naar de oorsprong van de Rigveda.
De overgeleverde recensies van de Sukla Yajoerveda zijn Madhyandina en Kanva, die vrijwel gelijk zijn aan elkaar. De samhita die hierbij hoort, is de Vajasaneyi-Samhita waarvan de Isa-Upanishad deel uitmaakt. Deze is aangevuld met de Satapatha-Brahmana waarvan de Brhadaranyaka-Upanishad het laatste deel is. Ook de Katyayana-Srautasoetra wordt hier wel toe gerekend.
Van de Krsna Yajoerveda zijn vier recensies overgebleven, Taittiriya, Kathaka, Maitrayani en deels Kapisthala. Die laatste is vrijwel identiek aan de Kathaka. Ze hebben elk hun eigen samhita en de eerste twee hebben ook hun eigen brahmana en aranyaka. Daarnaast kennen ze ook hun eigen Upanishad en vele Srautasoetra's.